# APK
Android Package Kit, APK – format pliku z rozszerzeniem .apk używany do dystrybucji i instalacji pakietów w systemie operacyjnym Android.
Od sierpnia 2021 Google Play wymaga od wydawców dostarczania nowych programów w formacie Android App Bundle (AAB), na bazie którego serwery Google generują finalny APK oraz podpisują go kluczem Google lub kluczem używanym w imieniu wydawcy, w odróżnieniu do oryginalnych APK tworzonych i podpisywanych przez wydawców.

## Struktura
APK jest archiwum, rozszerzoną postacią formatu JAR używanego do dystrybucji oprogramowania w języku Java. Zazwyczaj zawiera następujące foldery:
- META-INF
- res

oraz pliki:
- AndroidManifest.xml
- classes.dex
- resources.arsc

Plik można otworzyć używając większości popularnych programów służących do dekompresji, takich jak 7-Zip, WinZIP, WinRAR i Ark. 